# Armand Boppart
Armand Boppart (7 april 1894 - 9 april 1975) was een Zwitsers waterpolospeler. Hij nam deel aan de Olympische Zomerspelen van 1920 in Antwerpen.

## Belangrijkste resultaten
Boppart was een van de 77 Zwitserse deelnemers aan de Olympische Zomerspelen van 1920.
Tijdens de Spelen van Antwerpen van 1920 nam Boppart deel aan de olympische waterpolocompetitie als lid van het Zwitserse team, samen met Albert Mondet, Charles Biefer, Henri Demiéville, Jean Jenni, Charles Horn en René Ricolfi-Doria. Er namen 12 landen deel aan deze competitie. Reeds in de eerste ronde van 22 tot 23 augustus 1920 werd Zwitserland echter uitgeschakeld na een 11-0 nederlaag tegen België, de uiteindelijke zilveren medaillist.

### Olympische Zomerspelen
| Jaar | Plaats    | Discipline | Resultaten   |
| ---- | --------- | ---------- | ------------ |
| 1920 | Antwerpen | Waterpolo  | eerste ronde |